# 1953年の大阪タイガース
1953年の大阪タイガース（1953ねんのおおさかタイガース）では、1953年シーズンの大阪タイガースの動向をまとめる。
この年の大阪タイガースは、松木謙治郎監督の4年目のシーズンである。

## 概要
前年に巨人の2連覇こそ許したものの、3.5ゲーム差の2位で終えた松木監督はディフェンス陣の強化を図るべく、立命館大学中退の吉田義男が入団。また藤村隆男や梶岡忠義に頼る投手陣の若返りのため、1962年の優勝に貢献する小山正明が加入。ルーキーの吉田は白坂長栄から遊撃のポジションを奪い、吉田の加入で白坂が二塁に入ることになり、そのあおりで二塁手だった河西俊雄（後にスカウトとして名をはせる）が控えに回ることになった。もう一人のルーキー小山は打撃投手として一軍の練習に帯同していたが、松木監督のすすめもあり後半戦からはローテに入って5勝をあげる活躍を見せた。新戦力の加入にベテラン陣も刺激を受けたのかチームは開幕からまずまずの成績をあげたが、最後は巨人の3連覇を許して2年連続の2位でシーズンを終えた。
また、この年の7月23日に初のナイターが行われたが、甲子園球場にはナイター施設が無く、補助球場の大阪球場で行われた。しかし3度に渡るトラブルが起き、これが1年2日後の1954年7月25日に起きた放棄試合へつながる事になる。

## チーム成績

### レギュラーシーズン
| 1 | 三 | 与儀真助   |
| 2 | 二 | 白坂長栄   |
| 3 | 左 | 小島勝治   |
| 4 | 一 | 藤村富美男 |
| 5 | 中 | 田宮謙次郎 |
| 6 | 右 | 渡辺博之   |
| 7 | 遊 | 吉田義男   |
| 8 | 捕 | 徳網茂     |
| 9 | 投 | 藤村隆男   |

| 順位 | 4月終了時 | 4月終了時 | 5月終了時 | 5月終了時 | 6月終了時 | 6月終了時 | 7月終了時 | 7月終了時 | 8月終了時 | 8月終了時 | 最終成績 | 最終成績 |
| ---- | --------- | --------- | --------- | --------- | --------- | --------- | --------- | --------- | --------- | --------- | -------- | -------- |
| 1位  | 巨人      | --        | 巨人      | --        | 巨人      | --        | 巨人      | --        | 巨人      | --        | 巨人     | --       |
| 2位  | 名古屋    | 2.5       | 名古屋    | 3.0       | 名古屋    | 3.5       | 名古屋    | 5.5       | 名古屋    | 7.5       | 大阪     | 16.0     |
| 3位  | 洋松      | 4.5       | 大阪      | 6.0       | 大阪      | 5.5       | 大阪      | 8.0       | 大阪      | 9.5       | 名古屋   | 18.5     |
| 4位  | 大阪      | 5.0       | 洋松      | 11.0      | 広島      | 13.5      | 広島      | 16.5      | 広島      | 18.0      | 広島     | 36.0     |
| 5位  | 国鉄      | 9.0       | 広島      | 12.5      | 洋松      | 16.0      | 洋松      | 17.5      | 洋松      | 23.5      | 洋松     | 37.5     |
| 6位  | 広島      | 9.0       | 国鉄      | 21.5      | 国鉄      | 24.5      | 国鉄      | 30.5      | 国鉄      | 31.5      | 国鉄     | 42.0     |

| 順位 | 球団             | 勝 | 敗 | 分 | 勝率 | 差   |
| 1位  | 読売ジャイアンツ | 87 | 37 | 1  | .702 | 優勝 |
| 2位  | 大阪タイガース   | 74 | 56 | 0  | .569 | 16.0 |
| 3位  | 名古屋ドラゴンズ | 70 | 57 | 3  | .551 | 18.5 |
| 4位  | 広島カープ       | 53 | 75 | 2  | .414 | 36.0 |
| 5位  | 大洋松竹ロビンス | 52 | 77 | 1  | .403 | 37.5 |
| 6位  | 国鉄スワローズ   | 45 | 79 | 1  | .363 | 42.0 |

## オールスターゲーム1953
| コーチ     | ファン投票 | 監督推薦                                     |
| ---------- | ---------- | -------------------------------------------- |
| 松木謙治郎 | 選出なし   | 藤村隆男 梶岡忠義 徳網茂 藤村富美男 金田正泰 |

## できごと
吉田義男が新人遊撃手として100安打を達成。
- 7月23日 - 大阪球場で初のナイターとしての巨人戦、3度に渡るトラブルが起きる（第1次難波事件）。

1. 5回裏、白坂長栄の二塁ゴロをめぐって、巨人二塁手・千葉茂と一塁走者の大阪・金田正泰が激突。審判の判定は「金田の守備妨害」だが、これに金田が抗議、スタンドからも大阪ファンからの空き缶投げがあった。
2. 7回表、巨人の攻撃で打者・千葉が大阪投手・藤村隆男から左膝にデッドボール。「5回の報復」だと金田がマウンドへ歩み寄る。
3. 9回裏、一死後、金田正泰が右中間に大飛球、巨人センター・与那嶺要は飛球をキャッチし、ランナー・田宮謙次郎は戻れずアウトでダブルプレー、ゲームセット。これに対し松木監督は「フェンスに当たってから捕球した」と猛抗議、ファンがグラウンドへ雪崩降りる大トラブルに。

## 表彰選手
| リーグ・リーダー | リーグ・リーダー | リーグ・リーダー | リーグ・リーダー |
| 選手名           | タイトル         | 成績             | 回数             |
| ---------------- | ---------------- | ---------------- | ---------------- |
| 藤村富美男       | 本塁打王         | 27本             | 4年ぶり3度目     |
| 藤村富美男       | 打点王           | 98打点           | 4年ぶり5度目     |

| ベストナイン | ベストナイン | ベストナイン |
| 選手名       | ポジション   | 回数         |
| ------------ | ------------ | ------------ |
| 与儀真助     | 三塁手       | 初受賞       |
| 金田正泰     | 外野手       | 2年ぶり3度目 |